# Der Gesellsschaft Naturforschender Freunde zu Berlin
Der Gesellsschaft Naturforschender Freunde zu Berlin (abreujat Ges. Naturf. Freunde Berlin Neue Schriften) és un llibre amb descripcions de botànica, escrit per Henry Ernest Muhlenberg que va ser editat en quatre volums en els anys (1795-1803), 1795-1805, amb el nom de Der Gesellsschaft Naturforschender Freunde zu Berlin, neue Schriften.